# Hans Christian Knudsen
Hans Christian Knudsen, född den 4 mars 1763, död den 4 mars 1816, var en dansk skådespelare.
Knudsen var först i murarlära och kom därefter i tjänst hos arvprinsen Fredrik, men fick genom dennes bemedling (1786) tillstånd att uppträda på kungliga teatern. Där vann han genast från början stort bifall och blev en av teaterns yppersta konstnärer, i synnerhet i komiska roller och som sångare. Före slaget på Köpenhamns redd den 2 april 1801 bidrog han som "fædrelandets frivillige sanger" till att väcka mod och stridslust, och efter slaget drog han omkring i landet för att ordna minnesfester. Ett lika livligt intresse och stort moraliskt mod visade Knudsen under Köpenhamns bombardemang 1807 och ledde därefter stora insamlingar dels till krigets förande, dels till de sårade och till de fallnas efterlevande, dels till de danska krigsfångarna i England.